# 20e étape du Tour d'Italie 2023
Pour un article plus général, voir Tour d'Italie 2023.
La 20e étape du Tour d'Italie 2023 se déroule le samedi 27 mai 2023 sous la forme d'un contre-la-montre individuel de Tarvisio au Monte Lussari (Frioul-Vénétie Julienne) sur une distance de 18,6 km.

## Parcours
Cette 20e étape est disputée contre-la-montre avec un final en forte côte. Le parcours, tracé à quelques kilomètres de l'Autriche et de la Slovénie, est relativement plat pendant les 11,3 premiers kilomètres (premier chrono intermédiaire après 10,8 km). Ensuite la route en ciment s'élève fortement pour les 7,3 derniers kilomètres dans un milieu boisé avec une pente moyenne de 12 % et deux passages à 22 % situés au début et à la fin de la côte menant au sanctuaire du Monte Santo di Lussari (it) (second chrono intermédiaire après 14,3 km). 

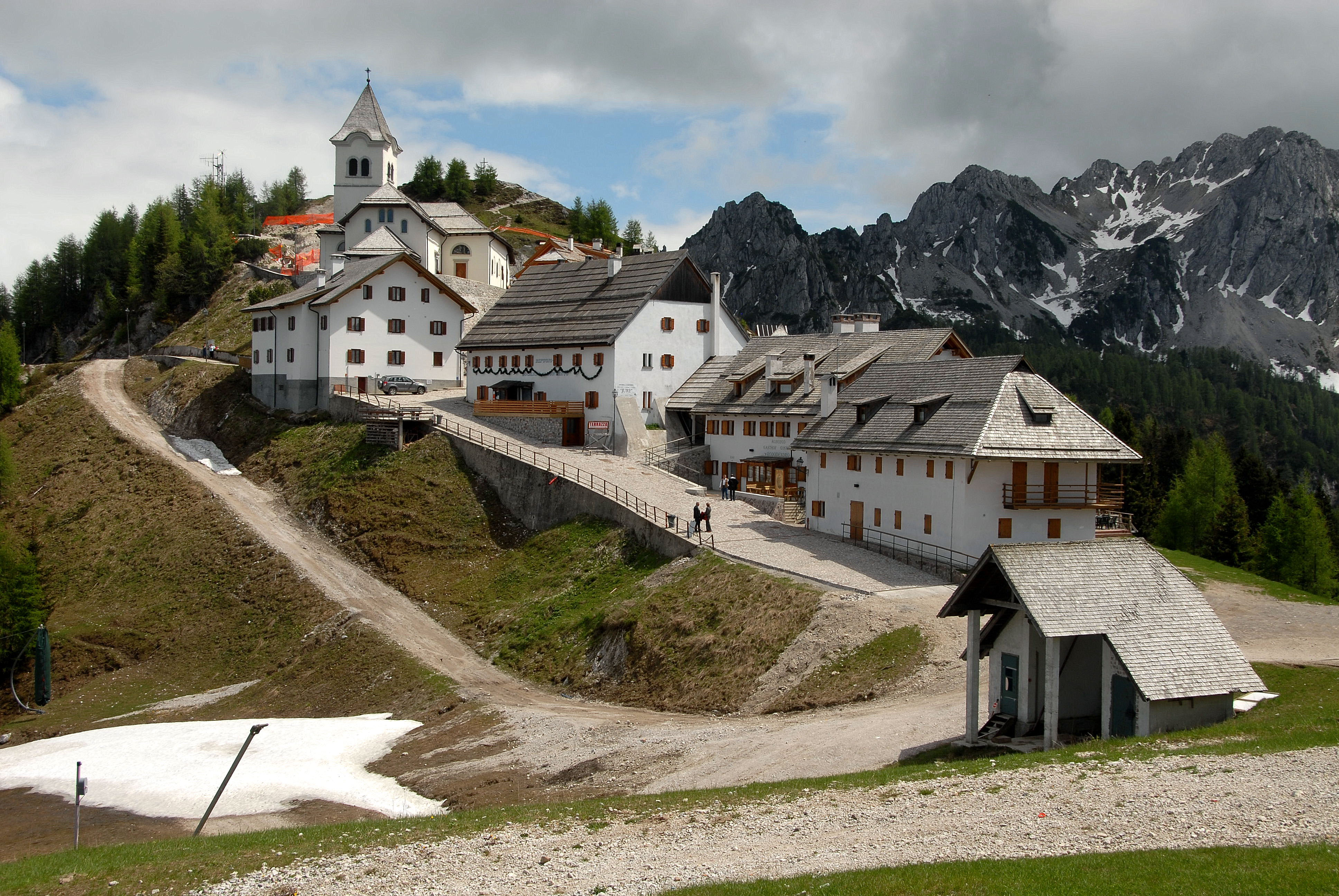
Monte Santo di Lussari

## Déroulement de la course
Le premier coureur, Nicolas Dalla Valle qui occupe la dernière place du classement général, s'élance à 11 h 30. Le maillot rose Geraint Thomas, démarre le dernier à 17 h 14, trois minutes après Primož Roglič et six minutes après João Almeida.
Vu le peu d'attaques des favoris entre eux depuis le début du Giro et les écarts minimes (moins d'une minute entre les trois premiers), cette étape disputée contre-la-montre avec un final très pentu de plus de 7 km est devenue l'inévitable juge de paix de cette édition 2023.
Primož Roglič, auteur d'une fin d'ascension plus rapide et malgré un saut de chaîne survenu dans les pourcentages les plus élevés, s'adjuge l'étape avec 40 secondes d'avance sur Geraint Thomas, deuxième, dépasse ainsi le Gallois de 14 secondes au classement général et s'empare du maillot rose. Il est à noter que les cinq premiers de cette étape (dans l'ordre : Primož Roglič, Geraint Thomas, João Almeida, Damiano Caruso et Thibaut Pinot) occupent désormais des places similaires au classement général.

## Résultats

### Classement de l'étape
| \| Classement de l'étape \| Classement de l'étape \| Classement de l'étape \| Classement de l'étape \| Classement de l'étape \| \| Coureur \| Coureur \| Pays \| Équipe \| Temps \| \| --------------------- \| --------------------- \| --------------------- \| --------------------- \| --------------------- \| \| 1er \| Primož Roglič \| Slovénie \| Jumbo-Visma \| 44 min 23 s \| \| 2e \| Geraint Thomas \| Royaume-Uni \| Ineos Grenadiers \| + 40 s \| \| 3e \| João Almeida \| Portugal \| UAE Team Emirates \| + 42 s \| \| 4e \| Damiano Caruso \| Italie \| Bahrain Victorious \| + 55 s \| \| 5e \| Thibaut Pinot \| France \| Groupama-FDJ \| + 59 s \| \| 6e \| Sepp Kuss \| États-Unis \| Jumbo-Visma \| + 1 min 05 s \| \| 7e \| Brandon McNulty \| États-Unis \| UAE Team Emirates \| + 1 min 07 s \| \| 8e \| Thymen Arensman \| Pays-Bas \| Ineos Grenadiers \| + 1 min 18 s \| \| 9e \| Andreas Leknessund \| Norvège \| Team DSM \| + 1 min 49 s \| \| 10e \| Jay Vine \| Australie \| UAE Team Emirates \| + 1 min 53 s \| |                    |             |                    |              |
| |                    |             |                    |              |
| Source : ProCyclingStats |                    |             |                    |              |
| Classement de l'étape |                    |             |                    |              |
| Coureur | Coureur            | Pays        | Équipe             | Temps        |
| 1er | Primož Roglič      | Slovénie    | Jumbo-Visma        | 44 min 23 s  |
| 2e | Geraint Thomas     | Royaume-Uni | Ineos Grenadiers   | + 40 s       |
| 3e | João Almeida       | Portugal    | UAE Team Emirates  | + 42 s       |
| 4e | Damiano Caruso     | Italie      | Bahrain Victorious | + 55 s       |
| 5e | Thibaut Pinot      | France      | Groupama-FDJ       | + 59 s       |
| 6e | Sepp Kuss          | États-Unis  | Jumbo-Visma        | + 1 min 05 s |
| 7e | Brandon McNulty    | États-Unis  | UAE Team Emirates  | + 1 min 07 s |
| 8e | Thymen Arensman    | Pays-Bas    | Ineos Grenadiers   | + 1 min 18 s |
| 9e | Andreas Leknessund | Norvège     | Team DSM           | + 1 min 49 s |
| 10e | Jay Vine           | Australie   | UAE Team Emirates  | + 1 min 53 s |

### Points attribués pour le classement par points
| Arrivée d'étape Monte Lussari (km 18,6) | Arrivée d'étape Monte Lussari (km 18,6) | Arrivée d'étape Monte Lussari (km 18,6) | Arrivée d'étape Monte Lussari (km 18,6) | Arrivée d'étape Monte Lussari (km 18,6) |
| --------------------------------------- | --------------------------------------- | --------------------------------------- | --------------------------------------- | --------------------------------------- |
|                                         | Coureur                                 | Pays                                    | Équipe                                  | Point(s)                                |
| 1er                                     | Primož Roglič                           | Slovénie                                | Jumbo-Visma                             | 15                                      |
| 2e                                      | Geraint Thomas                          | Royaume-Uni                             | Ineos Grenadiers                        | 12                                      |
| 3e                                      | João Almeida                            | Portugal                                | UAE Team Emirates                       | 9                                       |
| 4e                                      | Damiano Caruso                          | Italie                                  | Bahrain Victorious                      | 7                                       |
| 5e                                      | Thibaut Pinot                           | France                                  | Groupama-FDJ                            | 6                                       |
| 6e                                      | Sepp Kuss                               | États-Unis                              | Jumbo-Visma                             | 5                                       |
| 7e                                      | Brandon McNulty                         | États-Unis                              | UAE Team Emirates                       | 4                                       |
| 8e                                      | Thymen Arensman                         | Pays-Bas                                | Ineos Grenadiers                        | 3                                       |
| 9e                                      | Andreas Leknessund                      | Norvège                                 | Team DSM                                | 2                                       |
| 10e                                     | Jay Vine                                | Australie                               | UAE Team Emirates                       | 1                                       |
| modifier                                |                                         |                                         |                                         |                                         |

### Points attribués pour le classement du meilleur grimpeur
| Monte Lussari (km 18,6) 1re catégorie (7,8 km à 11,2%) | Monte Lussari (km 18,6) 1re catégorie (7,8 km à 11,2%) | Monte Lussari (km 18,6) 1re catégorie (7,8 km à 11,2%) | Monte Lussari (km 18,6) 1re catégorie (7,8 km à 11,2%) | Monte Lussari (km 18,6) 1re catégorie (7,8 km à 11,2%) |
| ------------------------------------------------------ | ------------------------------------------------------ | ------------------------------------------------------ | ------------------------------------------------------ | ------------------------------------------------------ |
|                                                        | Coureur                                                | Pays                                                   | Équipe                                                 | Point(s)                                               |
| 1er                                                    | Primož Roglič                                          | Slovénie                                               | Jumbo-Visma                                            | 50                                                     |
| 2e                                                     | Sepp Kuss                                              | États-Unis                                             | Jumbo-Visma                                            | 24                                                     |
| 3e                                                     | Geraint Thomas                                         | Grande-Bretagne                                        | Ineos Grenadiers                                       | 16                                                     |
| 4e                                                     | Thibaut Pinot                                          | France                                                 | Groupama-FDJ                                           | 9                                                      |
| 5e                                                     | João Almeida                                           | Portugal                                               | UAE Team Emirates                                      | 6                                                      |
| 6e                                                     | Damiano Caruso                                         | Italie                                                 | Bahrain Victorious                                     | 4                                                      |
| 7e                                                     | Brandon McNulty                                        | États-Unis                                             | UAE Team Emirates                                      | 2                                                      |
| 8e                                                     | Matthew Riccitello                                     | États-Unis                                             | Israel-Premier Tech                                    | 1                                                      |
| modifier                                               |                                                        |                                                        |                                                        |                                                        |

## Classements à l'issue de l'étape

### Classement général
| \| Classement général \| Classement général \| Classement général \| Classement général \| Classement général \| \| Coureur \| Coureur \| Pays \| Équipe \| Temps \| \| ------------------ \| ------------------ \| ------------------ \| ------------------ \| ------------------ \| \| 1er \| Primož Roglič \| Slovénie \| Jumbo-Visma \| 82 h 40 min 36 s \| \| 2e \| Geraint Thomas \| Royaume-Uni \| Ineos Grenadiers \| + 14 s \| \| 3e \| João Almeida \| Portugal \| UAE Team Emirates \| + 1 min 15 s \| \| 4e \| Damiano Caruso \| Italie \| Bahrain Victorious \| + 4 min 40 s \| \| 5e \| Thibaut Pinot \| France \| Groupama-FDJ \| + 5 min 43 s \| \| 6e \| Thymen Arensman \| Pays-Bas \| Ineos Grenadiers \| + 6 min 05 s \| \| 7e \| Eddie Dunbar \| Irlande \| Team Jayco AlUla \| + 7 min 30 s \| \| 8e \| Andreas Leknessund \| Norvège \| Team DSM \| + 7 min 31 s \| \| 9e \| Lennard Kämna \| Allemagne \| Bora-Hansgrohe \| + 7 min 46 s \| \| 10e \| Laurens De Plus \| Belgique \| Ineos Grenadiers \| + 9 min 08 s \| |                    |             |                    |                  |
| |                    |             |                    |                  |
| Source : ProCyclingStats |                    |             |                    |                  |
| Classement général |                    |             |                    |                  |
| Coureur | Coureur            | Pays        | Équipe             | Temps            |
| 1er | Primož Roglič      | Slovénie    | Jumbo-Visma        | 82 h 40 min 36 s |
| 2e | Geraint Thomas     | Royaume-Uni | Ineos Grenadiers   | + 14 s           |
| 3e | João Almeida       | Portugal    | UAE Team Emirates  | + 1 min 15 s     |
| 4e | Damiano Caruso     | Italie      | Bahrain Victorious | + 4 min 40 s     |
| 5e | Thibaut Pinot      | France      | Groupama-FDJ       | + 5 min 43 s     |
| 6e | Thymen Arensman    | Pays-Bas    | Ineos Grenadiers   | + 6 min 05 s     |
| 7e | Eddie Dunbar       | Irlande     | Team Jayco AlUla   | + 7 min 30 s     |
| 8e | Andreas Leknessund | Norvège     | Team DSM           | + 7 min 31 s     |
| 9e | Lennard Kämna      | Allemagne   | Bora-Hansgrohe     | + 7 min 46 s     |
| 10e | Laurens De Plus    | Belgique    | Ineos Grenadiers   | + 9 min 08 s     |

| Classement par points | Classement par points | Classement par points | Classement par points | Classement par points |
| Coureur               | Coureur               | Pays                  | Équipe                | Points                |
| --------------------- | --------------------- | --------------------- | --------------------- | --------------------- |
| 1er                   | Jonathan Milan        | Italie                | Bahrain Victorious    | 215 pts               |
| 2e                    | Derek Gee             | Canada                | Israel-Premier Tech   | 160 pts               |
| 3e                    | Pascal Ackermann      | Allemagne             | UAE Team Emirates     | 95 pts                |
| 4e                    | Michael Matthews      | Australie             | Team Jayco AlUla      | 93 pts                |
| 5e                    | Toms Skujiņš          | Lettonie              | Trek-Segafredo        | 79 pts                |
| 6e                    | Nico Denz             | Allemagne             | Bora-Hansgrohe        | 77 pts                |
| 7e                    | Magnus Cort Nielsen   | Danemark              | EF Education-EasyPost | 68 pts                |
| 8e                    | Primož Roglič         | Slovénie              | Jumbo-Visma           | 56 pts                |
| 9e                    | Marius Mayrhofer      | Allemagne             | Team DSM              | 53 pts                |
| 10e                   | Geraint Thomas        | Royaume-Uni           | Ineos Grenadiers      | 53 pts                |

| Classement par points | Classement par points | Classement par points | Classement par points | Classement par points |
| Coureur               | Coureur               | Pays                  | Équipe                | Points                |
| --------------------- | --------------------- | --------------------- | --------------------- | --------------------- |
| 1er                   | Jonathan Milan        | Italie                | Bahrain Victorious    | 215 pts               |
| 2e                    | Derek Gee             | Canada                | Israel-Premier Tech   | 160 pts               |
| 3e                    | Pascal Ackermann      | Allemagne             | UAE Team Emirates     | 95 pts                |
| 4e                    | Michael Matthews      | Australie             | Team Jayco AlUla      | 93 pts                |
| 5e                    | Toms Skujiņš          | Lettonie              | Trek-Segafredo        | 79 pts                |
| 6e                    | Nico Denz             | Allemagne             | Bora-Hansgrohe        | 77 pts                |
| 7e                    | Magnus Cort Nielsen   | Danemark              | EF Education-EasyPost | 68 pts                |
| 8e                    | Primož Roglič         | Slovénie              | Jumbo-Visma           | 56 pts                |
| 9e                    | Marius Mayrhofer      | Allemagne             | Team DSM              | 53 pts                |
| 10e                   | Geraint Thomas        | Royaume-Uni           | Ineos Grenadiers      | 53 pts                |

| Classement de la montagne | Classement de la montagne | Classement de la montagne | Classement de la montagne          | Classement de la montagne |
| Coureur                   | Coureur                   | Pays                      | Équipe                             | Points                    |
| ------------------------- | ------------------------- | ------------------------- | ---------------------------------- | ------------------------- |
| 1er                       | Thibaut Pinot             | France                    | Groupama-FDJ                       | 237 pts                   |
| 2e                        | Derek Gee                 | Canada                    | Israel-Premier Tech                | 200 pts                   |
| 3e                        | Ben Healy                 | Irlande                   | EF Education-EasyPost              | 164 pts                   |
| 4e                        | Davide Bais               | Italie                    | Eolo-Kometa                        | 144 pts                   |
| 5e                        | Einer Rubio               | Colombie                  | Movistar Team                      | 118 pts                   |
| 6e                        | Primož Roglič             | Slovénie                  | Jumbo-Visma                        | 86 pts                    |
| 7e                        | Santiago Buitrago         | Colombie                  | Bahrain Victorious                 | 82 pts                    |
| 8e                        | Davide Gabburo            | Italie                    | Green Project-Bardiani CSF-Faizanè | 69 pts                    |
| 9e                        | João Almeida              | Portugal                  | UAE Team Emirates                  | 67 pts                    |
| 10e                       | Aurélien Paret-Peintre    | France                    | AG2R Citroën Team                  | 56 pts                    |

| Classement de la montagne | Classement de la montagne | Classement de la montagne | Classement de la montagne          | Classement de la montagne |
| Coureur                   | Coureur                   | Pays                      | Équipe                             | Points                    |
| ------------------------- | ------------------------- | ------------------------- | ---------------------------------- | ------------------------- |
| 1er                       | Thibaut Pinot             | France                    | Groupama-FDJ                       | 237 pts                   |
| 2e                        | Derek Gee                 | Canada                    | Israel-Premier Tech                | 200 pts                   |
| 3e                        | Ben Healy                 | Irlande                   | EF Education-EasyPost              | 164 pts                   |
| 4e                        | Davide Bais               | Italie                    | Eolo-Kometa                        | 144 pts                   |
| 5e                        | Einer Rubio               | Colombie                  | Movistar Team                      | 118 pts                   |
| 6e                        | Primož Roglič             | Slovénie                  | Jumbo-Visma                        | 86 pts                    |
| 7e                        | Santiago Buitrago         | Colombie                  | Bahrain Victorious                 | 82 pts                    |
| 8e                        | Davide Gabburo            | Italie                    | Green Project-Bardiani CSF-Faizanè | 69 pts                    |
| 9e                        | João Almeida              | Portugal                  | UAE Team Emirates                  | 67 pts                    |
| 10e                       | Aurélien Paret-Peintre    | France                    | AG2R Citroën Team                  | 56 pts                    |

| Classement du meilleur jeune | Classement du meilleur jeune | Classement du meilleur jeune | Classement du meilleur jeune | Classement du meilleur jeune |
| Coureur                      | Coureur                      | Pays                         | Équipe                       | Temps                        |
| ---------------------------- | ---------------------------- | ---------------------------- | ---------------------------- | ---------------------------- |
| 1er                          | João Almeida                 | Portugal                     | UAE Team Emirates            | 82 h 41 min 51 s             |
| 2e                           | Thymen Arensman              | Pays-Bas                     | Ineos Grenadiers             | + 4 min 50 s                 |
| 3e                           | Andreas Leknessund           | Norvège                      | Team DSM                     | + 6 min 16 s                 |
| 4e                           | Einer Rubio                  | Colombie                     | Movistar Team                | + 9 min 28 s                 |
| 5e                           | Ilan Van Wilder              | Belgique                     | Soudal Quick-Step            | + 10 min 43 s                |
| 6e                           | Santiago Buitrago            | Colombie                     | Bahrain Victorious           | + 11 min 06 s                |
| 7e                           | Filippo Zana                 | Italie                       | Team Jayco AlUla             | + 32 min 07 s                |
| 8e                           | Laurens Huys                 | Belgique                     | Intermarché-Circus-Wanty     | + 51 min 03 s                |
| 9e                           | Brandon McNulty              | États-Unis                   | UAE Team Emirates            | + 1 h 06 min 28 s            |
| 10e                          | Marco Frigo                  | Italie                       | Israel-Premier Tech          | + 1 h 23 min 21 s            |

| Classement du meilleur jeune | Classement du meilleur jeune | Classement du meilleur jeune | Classement du meilleur jeune | Classement du meilleur jeune |
| Coureur                      | Coureur                      | Pays                         | Équipe                       | Temps                        |
| ---------------------------- | ---------------------------- | ---------------------------- | ---------------------------- | ---------------------------- |
| 1er                          | João Almeida                 | Portugal                     | UAE Team Emirates            | 82 h 41 min 51 s             |
| 2e                           | Thymen Arensman              | Pays-Bas                     | Ineos Grenadiers             | + 4 min 50 s                 |
| 3e                           | Andreas Leknessund           | Norvège                      | Team DSM                     | + 6 min 16 s                 |
| 4e                           | Einer Rubio                  | Colombie                     | Movistar Team                | + 9 min 28 s                 |
| 5e                           | Ilan Van Wilder              | Belgique                     | Soudal Quick-Step            | + 10 min 43 s                |
| 6e                           | Santiago Buitrago            | Colombie                     | Bahrain Victorious           | + 11 min 06 s                |
| 7e                           | Filippo Zana                 | Italie                       | Team Jayco AlUla             | + 32 min 07 s                |
| 8e                           | Laurens Huys                 | Belgique                     | Intermarché-Circus-Wanty     | + 51 min 03 s                |
| 9e                           | Brandon McNulty              | États-Unis                   | UAE Team Emirates            | + 1 h 06 min 28 s            |
| 10e                          | Marco Frigo                  | Italie                       | Israel-Premier Tech          | + 1 h 23 min 21 s            |

| Classement par équipes | Classement par équipes | Classement par équipes | Classement par équipes |
| Équipe                 | Équipe                 | Pays                   | Temps                  |
| ---------------------- | ---------------------- | ---------------------- | ---------------------- |
| 1re                    | Bahrain Victorious     | Bahreïn                | 247 h 56 min 00 s      |
| 2e                     | Ineos Grenadiers       | Royaume-Uni            | + 16 min 22 s          |
| 3e                     | Jumbo-Visma            | Pays-Bas               | + 30 min 40 s          |
| 4e                     | UAE Team Emirates      | Émirats arabes unis    | + 51 min 53 s          |
| 5e                     | AG2R Citroën Team      | France                 | + 1 h 21 min 30 s      |
| 6e                     | Bora-Hansgrohe         | Allemagne              | + 1 h 25 min 31 s      |
| 7e                     | Astana Qazaqstan Team  | Kazakhstan             | + 1 h 31 min 44 s      |
| 8e                     | Team Jayco AlUla       | Australie              | + 1 h 32 min 51 s      |
| 9e                     | Israel-Premier Tech    | Israël                 | + 1 h 51 min 54 s      |
| 10e                    | EF Education-EasyPost  | États-Unis             | + 2 h 16 min 51 s      |

| Classement par équipes | Classement par équipes | Classement par équipes | Classement par équipes |
| Équipe                 | Équipe                 | Pays                   | Temps                  |
| ---------------------- | ---------------------- | ---------------------- | ---------------------- |
| 1re                    | Bahrain Victorious     | Bahreïn                | 247 h 56 min 00 s      |
| 2e                     | Ineos Grenadiers       | Royaume-Uni            | + 16 min 22 s          |
| 3e                     | Jumbo-Visma            | Pays-Bas               | + 30 min 40 s          |
| 4e                     | UAE Team Emirates      | Émirats arabes unis    | + 51 min 53 s          |
| 5e                     | AG2R Citroën Team      | France                 | + 1 h 21 min 30 s      |
| 6e                     | Bora-Hansgrohe         | Allemagne              | + 1 h 25 min 31 s      |
| 7e                     | Astana Qazaqstan Team  | Kazakhstan             | + 1 h 31 min 44 s      |
| 8e                     | Team Jayco AlUla       | Australie              | + 1 h 32 min 51 s      |
| 9e                     | Israel-Premier Tech    | Israël                 | + 1 h 51 min 54 s      |
| 10e                    | EF Education-EasyPost  | États-Unis             | + 2 h 16 min 51 s      |

## Abandons
Aucun